# Laurentius Michaelis
Laurentius Michaelis († 30. Mai 1584 in Jever) war ein Jurist, Geograph und Historiker in der Herrschaft Jever.

## Leben
Laurentius (Lorenz) Michaelis wurde Quellen zufolge 1520/29 in Hohenkirchen geboren. Er war Sohn des Lizentiaten Martin Michaelis, der zunächst Stadtschreiber in Bremen, dann im Jahre 1546 von Fräulein Maria mit der Neuordnung des Kirchenwesens in der Herrschaft Jever betraut wurde.

## Wirken

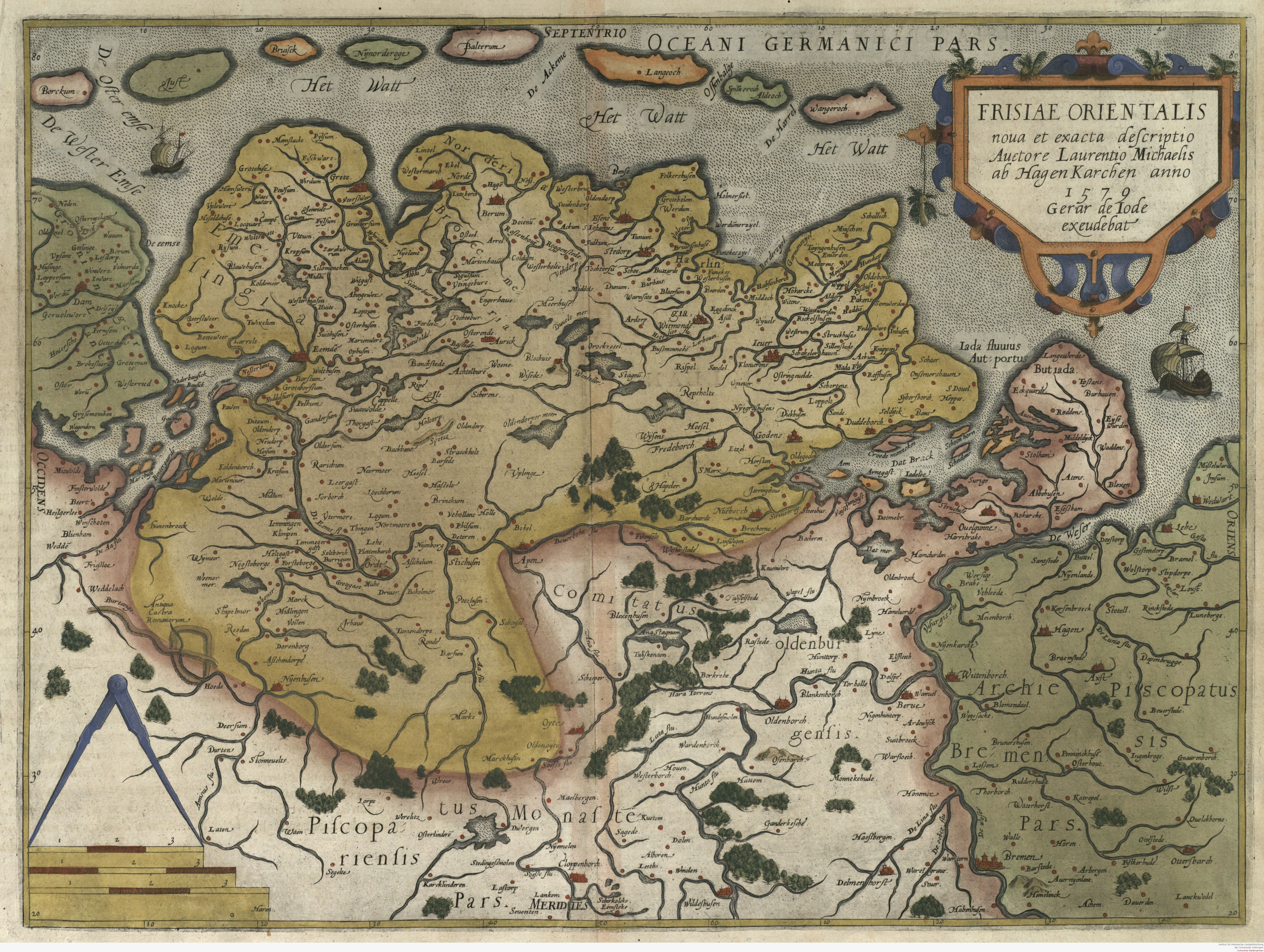
Frisiae Orientalis nova et exacta descriptio, 1579, Autor: Laurentius Michaelis zu Hohenkirchen

Nach einem Jurastudium und einer Beschäftigung bei der kaiserlichen Kanzlei wurde Laurentius Michaelis am 10. September 1552 auf Anforderung von Fräulein Maria als „Schreiber“ in der Herrschaft Jever angestellt. Auf das ihm übertragene Pfarrlehen von Hohenkirchen verzichtete er später und erhielt dafür Landbesitz in Horum und freie Wohnung in der Münze zu Jever.
Als beim Reichskammergericht approbierter Notar wirkte Michaelis 1572 bei der Kodifizierung des Stadtrechtsprivilegs von Jever aus dem Jahre 1536 mit. 1573 verfasste er das Testament Fräulein Marias.
Michaelis schuf mehrere Karten, darunter „Oldenburg Comit[atus]. - 1584“, die erste gedruckte Landkarte von Oldenburg, und „Frisiae Orientalis nova et exacta descriptio. - 1579 [erschienen 1593]“.
Er sammelte Bücher und Schriften und versuchte sich auch in geschichtlichen Darstellungen (Reimchronik). Auf Michaelis als Historiker nimmt Hermann Hamelmann in der 1599 gedruckten Oldenburger Chronik („Oldenburgisch Chronicon“) mehrfach Bezug.

## Werke (Auswahl)
- Frisiae orientalis nova et exacta descriptio.  Veröffentlicht als Kupferstich von Gerhard de Jode. Antwerpen. 1579.
- Oldenburg comit.  Veröffentlicht als Kupferstich von Abraham Ortelius in seinem Atlas Theatrum Orbis Terrarum, Additamentum III. Antwerpen. 1584.